# Chalcosyrphus pretiosa
Chalcosyrphus pretiosa är en tvåvingeart som först beskrevs av Friedrich Hermann Loew 1861.  Chalcosyrphus pretiosa ingår i släktet mulmblomflugor, och familjen blomflugor.
Artens utbredningsområde är Kuba. Inga underarter finns listade i Catalogue of Life.